# La Chapelle-de-Mardore
La Chapelle-de-Mardore – miejscowość i gmina we Francji, w regionie Owernia-Rodan-Alpy, w departamencie Rodan.
Według danych na rok 1990 gminę zamieszkiwało 187 osób, a gęstość zaludnienia wynosiła 32 os./km² (wśród 2880 gmin regionu Rodan-Alpy La Chapelle-de-Mardore plasuje się na 1440. miejscu pod względem liczby ludności, natomiast pod względem powierzchni na miejscu 1447.).

## Populacja

Populacja La Chapelle-de-Mardore w latach 1962-2008